# Pruimencompote
Pruimencompote is een nagerecht of bijgerecht dat meestal warm gegeten wordt. Pruimencompote wordt gemaakt van gedroogde pruimen. Die zijn er in twee versies:
- klaar voor gebruik, deze hoeven slechts kort gekookt te worden.
- sterk gedroogd, deze moeten één nacht weken voor de verdere bereiding.

Soms bevatten de gedroogde pruimen nog de pitten.